# Garuda Indonesia
Garuda Indonesia es la línea aérea nacional de la República de Indonesia. El nombre completo de la empresa es PT Garuda Indonesia (Persero) Tbk y Garuda Indonesia es el nombre usado comercialmente en todo el mundo. Tiene su base en Yakarta, en el Aeropuerto Internacional Soekarno-Hatta y un centro de distribución de tráfico (hub) en el aeropuerto Ngurah Rai ubicado en Denpasar, Bali. La compañía sirve 32 destinos nacionales y vuela a más de 17 destinos internacionales en la región de Asia - Pacífico, Oriente Medio y Europa. 
Garuda es el nombre del ave mítica que aparece en el escudo indonesio. Según la tradición védica, Garuda es el nombre del transporte alado de Vishnu.

## Flota

### Flota Actual
La flota de Garuda se compone de las siguientes aeronaves (a septiembre de 2023)
| Airbus A330-243  | 5  | — |         |  |  |  |
| Airbus A330-300  | 17 | — |         |  |  |  |
| Airbus A330-941N | 3  | 1 | C24Y277 |  |  |  |
| Boeing 737-800   | 39 | — | C12Y150 |  |  |  |
| Boeing 777-3U3ER | 8  | — |         |  |  |  |
| Total            | 72 | 1 |         |  |  |  |

La flota de la Aerolínea posee a septiembre de 2023 una edad media de: 11,6 años.

## Códigos
- Código IATA: GA
- Código OACI: GIA

## Destinos

### Oriente Próximo
- Arabia Saudita
  - Medina - Aeropuerto Príncipe Mohammad Bin Abdulaziz
  - Yeda - Aeropuerto Internacional Rey Abdulaziz

### Lejano Oriente
- Corea del Sur
  - Seúl - Aeropuerto Internacional de Incheon

- China
  - Cantón - Aeropuerto Internacional de Cantón-Baiyun
  - Chengdú - Aeropuerto Internacional de Chengdú-Shuangliu
  - Kunming - Aeropuerto Internacional de Kunming-Changshui Charter
  - Pekín - Aeropuerto Internacional de Pekín-Capital
  - Shanghái - Aeropuerto Internacional de Shanghái-Pudong
  - Shenyang - Aeropuerto Internacional de Shenyang-Taoxian Charter
  - Xi'an - Aeropuerto Internacional de Xi'an-Xianyang
  - Zhengzhou - Aeropuerto Internacional de Zhengzhou-Xinzheng

- Hong Kong
  - Hong Kong - Aeropuerto Internacional de Hong Kong

- Japón
  - Osaka - Aeropuerto Internacional de Kansai
  - Tokio
    - Aeropuerto Internacional de Haneda
    - Aeropuerto Internacional de Narita

### Sudeste de Asia
- Filipinas
  - Dávao - Aeropuerto Internacional Francisco Bangoy

- Indonesia
  - Ambon - Aeropuerto Internacional Pattimura
  - Balikpapan - Aeropuerto Sultán Aji Muhammad Sulaiman Sepinggan Hub Secundario
  - Banda Aceh - Aeropuerto Internacional Sultán Iskandar Muda
  - Bandar Lampung - Aeropuerto Internacional Radin Inten II
  - Banjarmasin - Aeropuerto Internacional Syamsudin Noor
  - Banyuwangi - Aeropuerto Internacional de Banyuwangi
  - Batam - Aeropuerto Internacional Hang Nadim
  - Bau-Bau - Aeropuerto de Betiambari
  - Bengkulu - Aeropuerto de Fatmawati Soekarno
  - Biak - Aeropuerto Internacional Frans Kaisiepo
  - Bima - Aeropuerto Sultán Muhammad Salahudin
  - Denpasar - Aeropuerto Internacional Ngurah Rai Hub
  - Ende - Aeropuerto H. Hasan Aroeboesman
  - Gorontalo - Aeropuerto Jalaluddin
  - Isla de Wangi-wangi - Aeropuerto Matahora
  - Isla Tarakan - Aeropuerto Internacional Juwata
  - Jambi - Aeropuerto Sultán Thaha
  - Jayapura - Aeropuerto de Sentani
  - Kendari - Aeropuerto Haluoleo
  - Ketapang - Aeropuerto Rahadi Osman
  - Kupang - Aeropuerto El Tari
  - Labuan Bajo - Aeropuerto Komodo
  - Macasar - Aeropuerto Internacional Sultan Hasanuddin Hub
  - Malang - Aeropuerto Abdul Rachman Saleh
  - Mamuju - Aeropuerto Tampa Padang
  - Manado - Aeropuerto Internacional Sam Ratulangi Ciudad Foco
  - Mataram - Aeropuerto Internacional de Lombok
  - Maumere - Aeropuerto Frans Seda
  - Medan - Aeropuerto Internacional Kuala Namu Hub
  - Merauke - Aeropuerto Internacional Mopah
  - Nabire - Aeropuerto de Nabire
  - Nías - Aeropuerto Binaka
  - Padang - Aeropuerto Internacional Minangkabau
  - Palangka Raya - Aeropuerto Tjilik Riwut
  - Palembang - Aeropuerto Internacional Sultán Mahmud Badaruddin II Ciudad Foco
  - Palopo - Aeropuerto de Bua
  - Palu - Aeropuerto Mutiara SIS Al-Jufrie
  - Pangkal Pinang - Aeropuerto Depati Amir
  - Pangkalan Bun - Aeropuerto Iskandar
  - Pekanbaru - Aeropuerto Internacional Sultán Syarif Kasim II
  - Pontianak - Aeropuerto Internacional Sapudio
  - Putussibau - Aeropuerto Pangsuma
  - Raha - Aeropuerto Sugimanuru
  - Regencia de Jember - Aeropuerto Notohadinegoro
  - Regencia de Sintang - Aeropuerto Tebelian
  - Sabang - Aeropuerto Maimun Saleh
  - Saumlaki - Aeropuerto Mathilda Batlayeri
  - Semarang - Aeropuerto Internacional Ahmad Yani
  - Sibolga - Aeropuerto Ferdinand Lumban Tobing
  - Siborong-Borong - Aeropuerto Internacional Sisingamangaraja XII
  - Sorong - Aeropuerto Domine Eduard Osok
  - Sumbawa Besar - Aeropuerto Sultán Muhammad Kaharuddin III
  - Surabaya - Aeropuerto Internacional Juanda Hub Secundario
  - Surakarta - Aeropuerto Internacional Adisumarmo
  - Tambolaka - Aeropuerto de Tambolaka
  - Tanjung Pandan - Aeropuerto Internacional H.A.S. Hanandjoeddin
  - Tanjung Pinang - Aeropuerto Internacional Raja Haji Fisabilillah
  - Tanjung Redeb - Aeropuerto Kalimarau
  - Ternate - Aeropuerto Sultán Babullah
  - Timika - Aeropuerto Mozes Kilangin
  - Yakarta
    - Aeropuerto Halim Perdanakusuma
    - Aeropuerto Internacional Soekarno-Hatta Hub

  - Yogyakarta - Aeropuerto Internacional de Yogyakarta Ciudad Foco

- Malasia
  - Kuala Lumpur - Aeropuerto Internacional de Kuala Lumpur

- Singapur
  - Singapur - Aeropuerto Internacional de Singapur

- Tailandia
  - Bangkok - Aeropuerto Internacional Suvarnabhumi

## Europa
- Países Bajos
  - Ámsterdam - Aeropuerto de Ámsterdam-Schiphol

## Oceanía
- Australia
  - Isla de Navidad - Aeropuerto de la Isla de Navidad Charter
  - Melbourne - Aeropuerto Internacional Tullamarine
  - Perth - Aeropuerto Internacional de Perth
  - Sídney - Aeropuerto Internacional Kingsford Smith

Destinos en 2010.

## Incidentes y accidentes
- El 17 de noviembre de 1950, un Douglas DC-3 se salió de la pista y golpeó una zanja durante el aterrizaje en el aeropuerto de Surabaya Juanda, matando a 2 tripulantes a bordo, mientras que 20 pasajeros y una tripulación sobrevivieron.
- El 3 de febrero de 1961, un vuelo operativo DC-3 desapareció mientras sobrevolaba el mar de Java. Se creía que todos los 5 tripulantes y 21 pasajeros a bordo habían perecido.
- El 1 de enero de 1966, dos aviones de Garuda Indonesia, Douglas DC-3 (PK-GDE y PK-GDU) colisionaron cuando se aproximaban al aeropuerto de Palembang, Indonesia, chocando contra un pantano. Los 34 ocupantes (17 en cada avión) murieron en el accidente.
- El 16 de febrero de 1967, el vuelo 708 de Garuda Indonesia se estrelló en el aterrizaje en Manado, capital de la provincia de Sulawesi del Norte, matando a 22 de los 84 pasajeros.
- El 28 de mayo de 1968, un Convair 990 con destino a Karachi, Pakistán, se estrelló en el mar poco después de despegar del aeropuerto de Bombay Santa Cruz. Las 29 personas a bordo (15 pasajeros y 14 miembros de la tripulación) murieron. Además, hubo una baja en el suelo.
- El 7 de septiembre de 1974, un Fokker F-27 se estrelló al aproximarse al aeropuerto Tanjung Karang-Branti. La aeronave se estrelló antes de la pista mientras se aproximaba con visibilidad limitada. El avión finalmente golpeó edificios cerca de la pista y se incendió. 33 de las 36 personas a bordo perecieron.
- El 24 de septiembre de 1975, el vuelo 150 de Garuda Indonesia se estrelló al aproximarse al aeropuerto Sultan Mahmud Badaruddin II. El accidente, que se atribuyó al mal tiempo y la niebla, mató a 25 de los 61 pasajeros y una persona en tierra.
- El 11 de julio de 1979, un Fokker F-28 en un vuelo nacional chocó contra un volcán en el aeropuerto de Medan, Indonesia. Las 61 personas a bordo fueron asesinadas.
- El 28 de marzo de 1981, el vuelo 206 de Garuda Indonesia, un McDonnell Douglas DC-9-32, PK-GNJ "Woyla", fue secuestrado en un vuelo nacional desde Palembang a Medan por cinco secuestradores fuertemente armados. Los secuestradores desviaron el vuelo a Penang y luego a Bangkok. Los secuestradores exigieron la liberación de 84 presos políticos en Indonesia. El tercer día del secuestro (31 de marzo de 1981), el avión estacionado en el Aeropuerto Internacional Don Muang de Bangkok fue asaltado por comandos indonesios. Uno de los comandos fue fusilado, probablemente por sus compañeros, al igual que el piloto, y probablemente también por comandos indonesios. El resto de los rehenes fueron liberados ilesos. Dos de los secuestradores se entregaron a los comandos tailandeses, pero fueron asesinados por los comandos indonesios en el avión que los llevaban de regreso a Yakarta.
- El 20 de marzo de 1982, un Fokker F-28 en un vuelo nacional sobrepasó la pista en el aeropuerto de Tanjung Karang-Branti con mal tiempo. Posteriormente, el avión estalló en llamas matando a las 27 personas a bordo.
- El 30 de diciembre de 1984, un DC-9-30 en un vuelo nacional aterrizó a 1800 m por la pista y atravesó una zanja, árboles y una valla en el Aeropuerto Internacional Ngurah Rai. El avión se rompió en 3 y se incendió.
- El 4 de abril de 1987, el vuelo 035 de Garuda Indonesia golpeó un pilón y se estrelló al acercarse al Aeropuerto Internacional de Polonia, en Medan, Indonesia, con mal tiempo. 23 personas murieron.
- El 13 de junio de 1996, el vuelo 865 de Garuda Indonesia se salió de la pista del aeropuerto de Fukuoka, Japón, después de abortar el despegue muy por encima de la velocidad de rotación. La línea de combustible del motor número 3 se cortó, lo que resultó en un incendio masivo y la destrucción total de la parte trasera del avión. Tres de las 275 personas a bordo murieron.
- El 26 de septiembre de 1997, el vuelo 152 de Garuda Indonesia, un Airbus A300B4-220 que volaba de Yakarta a Medan, se estrelló en Sibolangit, a 29 kilómetros (18 millas) del aeropuerto de Medan en baja visibilidad, matando a las 234 personas a bordo. Es el incidente más mortífero de la aviación en Indonesia.
- El 16 de enero de 2002, el vuelo 421 de Garuda Indonesia en ruta desde Lombok a Yogyakarta se vio obligado a realizar un aterrizaje de emergencia, pero finalmente se estrelló debido al mal tiempo en el Río Solo, debido a un incendio del motor causado por la ingestión de agua y granizo. Una persona murió en el accidente.
- El 7 de septiembre de 2004, el activista de derechos humanos Munir Said Thalib fue asesinado en el vuelo 974 de Garuda Indonesia con destino a Ámsterdam. El CEO de Garuda en ese momento, Indra Setiawan, su adjunto Rohainil Aini y el piloto Pollycarpus Priyanto fueron condenados. Garuda fue encontrado negligente al no realizar un aterrizaje de emergencia y se le ordenó pagar una compensación a la viuda de Munir, pero no lo hizo de inmediato.
- El 7 de marzo de 2007, el vuelo 200 de Garuda Indonesia, un Boeing 737-400 que volaba desde Yakarta a Yogyakarta, se salió de la pista cuando aterrizaba en el Aeropuerto Internacional de Adisutjipto, Yogyakarta. 21 personas murieron cuando el avión estalló en llamas.
- El 3 de febrero de 2015, el vuelo 7040 de Garuda Indonesia, un ATR 72 registrado PK-GAG, invadió la pista en el aeropuerto internacional de Lombok en el aterrizaje. No hubo heridos, pero el aeropuerto tuvo que estar cerrado por varias horas.
- El 1 de febrero de 2017, el vuelo 258 de Garuda Indonesia, un Boeing 737-800 registrado PK-GNK, invadió la pista en el Aeropuerto Internacional de Adisutjipto al aterrizar con lluvia intensa. No hubo heridos en los 119 pasajeros y los 5 tripulantes a bordo.